# Eritritol tetranitrat
Eritritol tetranitrat (ETN) je eksplozivno jedinjenje hemijski slično PETN-u, iako se smatra da je malo osetljivije na trenje i udar. To je takođe je organsko jedinjenje, koje sadrži 4 atoma ugljenika i ima molekulsku masu od 302,110 .
Kao i mnogi nitratni estri, ETN deluje kao vazodilatator i bio je aktivni sastojak u originalnim tabletama sa „odloženim oslobađanjem“, napravljenim prema patentnom postupku ranih 1950-ih, pod nazivom „nitroglin“. Gutanje ETN-a ili produženi kontakt sa kožom može dovesti do apsorpcije i onoga što je poznato kao "nitro glavobolja".

## Osobine
| Osobina                  | Vrednost |
| ------------------------ | -------- |
| Broj akceptora vodonika  | 12       |
| Broj donora vodonika     | 0        |
| Broj rotacionih veza     | 11       |
| Particioni koeficijent ( | 7,7      |
| Rastvorljivost (logS, log(mol/L))       | -5,8     |
| Polarna površina (PSA, Å2)  | 220,2    |

## Svojstva
ETN ima relativno veliku brzinu detonacije od 8206 m/s pri gustini od 1,7219 (±0,0025) g/cm³. Bele je boje i bez mirisa. ETN se obično baca u mešavine sa drugim visokim eksplozivima. Donekle je osetljiv na udarce i trenje, tako da treba biti oprezan pri rukovanju. ETN se lako rastvara u acetonu i drugim ketonskim rastvaračima. Osetljivost na udar i trenje je nešto veća od osetljivosti pentaeritritol tetranitrata (PETN). Osetljivost livenog i presovanog ETN-a je uporediva. Niži nitrati eritritola, kao što je eritritol trinitrat, rastvorljivi su u vodi, tako da ne kontaminiraju većinu ETN uzoraka.
Slično kao i PETN, ETN je poznat po veoma dugom roku trajanja. Studije koje su direktno posmatrale kristalnu strukturu nisu videle znake raspadanja nakon četiri godine skladištenja na sobnoj temperaturi. ETN ima tačku topljenja od 61 °C (142 °F), u poređenju sa PETN-om koji ima tačku topljenja od 141,3 °C (286,3 °F). Nedavne studije o razgradnji ETN sugerisale su unimolekularni korak koji ograničava brzinu u kome se O−NO2 veza cepa i započinje sekvencu razlaganja.
ETN se može i treba rekristalisati, kako bi se uklonile zarobljene kiseline iz sinteze. Topli etanol ili metanol je održiv rastvarač (blizu 10 g ETN/100 ml EtOH). ETN će se istaložiti u obliku velikih trombocita sa zapreminskom gustinom od oko 0,3 g/cm³ (pahuljasti materijal) kada se rastvor ETN/etanola brzo sipa u nekoliko litara hladne vode. Manji, fini kristali se proizvode sporim dodavanjem vode u pomenuti rastvor ETN/etanol uz intenzivno mešanje. Veoma fini kristali se mogu pripremiti udarnim hlađenjem toplog rastvora ETN/etanola u kupatilu za hlađenje ispod −29 °C (−20 °F). ETN se može lako ručno pritisnuti na oko 1,2 g/cm³ (sa malim rizikom od slučajne detonacije).
Čak i mali uzorci ETN reda veličine 20 mg mogu izazvati relativno snažne eksplozije koje se graniče sa detonacijom kada se zagrevaju bez ograničenja, npr. kada se stave na sloj aluminijumske folije i zagrevaju plamenom odozdo.
ETN se može liti u toplu vodu na oko (65 °C (149 °F)) vodu. Moguće je blago raspadanje (često se manifestuje promenom boje od bele do veoma svetlo žute). Bez obzira na to, nisu potvrđeni nikakvi izveštaji o nepovratnim reakcijama koje su dovele do eksplozije (prilikom livenja rastopljenom upotrebom samo kante tople vode i rekristalizovanog ETN-a). Izliveni ETN, ako se polako hladi u periodu od 10–30 minuta, ima gustinu od 1,70 g/cm³, brzinu detonacije od 8040 m/s i Pcj detonacioni pritisak od oko 300 kbar. Njegov sjaj je daleko veći nego kod Semteksa (oko 220 kbara, u zavisnosti od brenda) Smeše livenog od rastopljenog ETN-a sa PETN-om (oko 50:50% po težini) su otprilike najsjajniji eksploziv koji mogu da proizvedu umereno opremljeni amateri. Ove smeše imaju Pcj nešto iznad 300 kbar i brzinu detonacije iznad 8 km/s. Ovo je blizu maksimuma postavljenih vojnih eksploziva poput LX-10 ili EDC-29 (oko 370 kbara i blizu 9 km/s).
ETN se često plastifikuje korišćenjem veziva PIB /sintetičkih ulja (veoma uporedivo sa vezivnim sistemom u C-4) ili korišćenjem tečnih azotnih estara. Plastični eksplozivi na bazi PIB-a su netoksični i potpuno su uporedivi sa C-4 ili Semteks-om sa Pcj od 200–250 kbar, u zavisnosti od gustine (pod uticajem veličine kristala, količine veziva i količine konačnog valjanja). EGDN /ETN/ NC sistemi su toksični na dodir, prilično osetljivi na trenje i udar, ali generalno nešto snažniji od C-4 (Pcj od oko 250 kbar i E det od 5,3 MJ/kg) i snažniji od Semteks-a (Pcj od oko 220 kbar i Edet ispod 5 MJ/kg) sa Pcj od oko 250–270 kbar i E det od oko 6 MJ/kg. Imajte na umu da će različit softver za eksploziv i različiti eksperimentalni testovi dati apsolutne pritiske detonacije koji mogu da variraju za 5% ili više uz održavanje relativnih proporcija.
Meltcast ETN daje nevažeće rezultate u Hess testu, odnosno deformacija je veća od 26 mm, pri čemu je olovni cilindar potpuno uništen. Semteks 1A daje samo 21 mm u istom testu, tj. liveni ETN je najmanje 20% više brizantan od Semteks 1A.
Izliveni ETN ili ETN plastični eksplozivi visoke gustine/niskog inertnog sadržaja jedan su od materijala na „listama za praćenje“ zbog terorizma.

## Balans kiseonika
Jedan kvalitet koji ovaj eksploziv ima, a PETN nema, je pozitivan balans kiseonika, što znači da ETN poseduje više nego dovoljno kiseonika u svojoj strukturi da u potpunosti oksidira sav svoj ugljenik i vodonik nakon detonacije. Ovo se može videti u šematskoj hemijskoj jednačini ispod.
2 C4H6N4O12 → 8 CO2 + 6 H2O + 4 N2 + 1 O2
Dok se PETN razlaže na:
2 C5H8N4O12 → 6 CO2 + 8 H2O + 4 N2 + 4 CO
Ugljenmonoksidu (CO) je i dalje potreban kiseonik da bi se završila oksidacija do ugljen-dioksida (CO2). Detaljna studija hemije raspadanja ETN-a je nedavno razjašnjena.
Dakle, na svaka dva mola ETN-a koji se raspadaju, oslobađa se jedan slobodni mol O2. Ovaj kiseonik se može koristiti za oksidaciju dodane metalne prašine ili eksploziva sa nedostatkom kiseonika, kao što su TNT ili PETN. Hemijska jednačina o tome kako kiseonik iz ETN-a sa oksidira PETN prikazana je u nastavku. Dodatni kiseonik iz ETN-a oksidira ugljen-monoksid (CO) u ugljen-dioksid (CO2).
2 C4H6N4O12 + 1 C5H8N4O12 → 13 CO2 + 10 H2O + 6 N2

## Proizvodnja
Kao i drugi nitrovani polioli, ETN se pravi nitriranjem eritritola ili mešanjem koncentrovane sumporne kiseline i nitratne soli, ili upotrebom mešavine sumporne i azotne kiseline.

## Literatura
- Clayden, Jonathan; Greeves, Nick; Warren, Stuart; Wothers, Peter (2001). Organic Chemistry (I изд.). Oxford University Press. ISBN 978-0-19-850346-0.
- Smith, Michael B.; March, Jerry (2007). Advanced Organic Chemistry: Reactions, Mechanisms, and Structure (6th изд.). New York: Wiley-Interscience. ISBN 0-471-72091-7.
- Katritzky A.R.; Pozharskii A.F. (2000). Handbook of Heterocyclic Chemistry (Second изд.). Academic Press. ISBN 0080429882.

## Spoljašnje veze
|  | Molimo Vas, obratite pažnju na važno upozorenje u vezi sa temama iz oblasti medicine (zdravlja). |